# Ringkøbing
Ringkøbing is een kuststad en voormalige gemeente in westelijk Jutland in Denemarken. Het stadje telt 9638 inwoners (2008).
Een groot museum met tien vestigingen in en rond Ringkøbing is het Ringkøbing-Skjern Museum.

## Voormalige gemeente
De oppervlakte van de voormalige gemeente bedroeg 400,88 km². De gemeente telde 17.890 inwoners waarvan 8949 mannen en 8941 vrouwen (cijfers 2005).
Ringkøbing was ook de hoofdstad van de voormalige provincie Rinkjøbing. Na de herindeling van 2007 zijn Egvad, Holmsland, Ringkøbing, Skjern en Videbæk samengevoegd tot de nieuwe gemeente Ringkøbing-Skjern.

## Geboren
- Hans Henrik Andreasen (1979), voetballer

- Gemeinsame Normdatei: 4469883-5
- Library of Congress Control Number: n82153846
- Nationale Bibliotheek van Israël: 987007566791005171
- Virtual International Authority File: 127869816